# Santiago Puringla (ort)
Santiago Puringla är en ort i Honduras.   Den ligger i departementet Departamento de La Paz, i den västra delen av landet, 80 km väster om huvudstaden Tegucigalpa. Santiago Puringla ligger 1 036 meter över havet och antalet invånare är 2 433.
Terrängen runt Santiago Puringla är kuperad åt sydväst, men åt nordost är den bergig. Terrängen runt Santiago Puringla sluttar västerut. Runt Santiago Puringla är det ganska tätbefolkat, med 96 invånare per kvadratkilometer. Närmaste större samhälle är Jesús de Otoro, 17,3 km nordväst om Santiago Puringla. 